# Forsthaus Telegraph

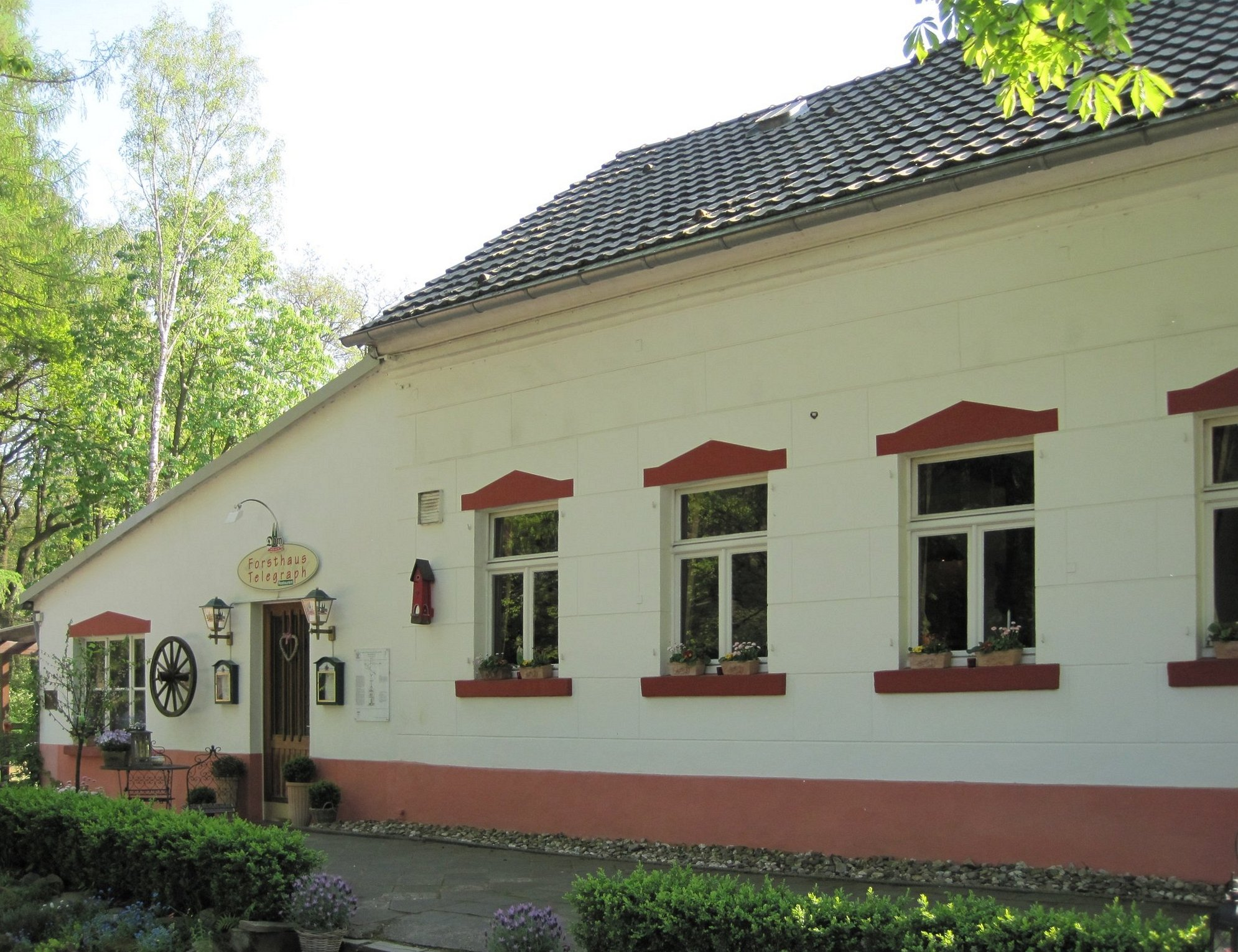
Forsthaus Telegraph (2011)

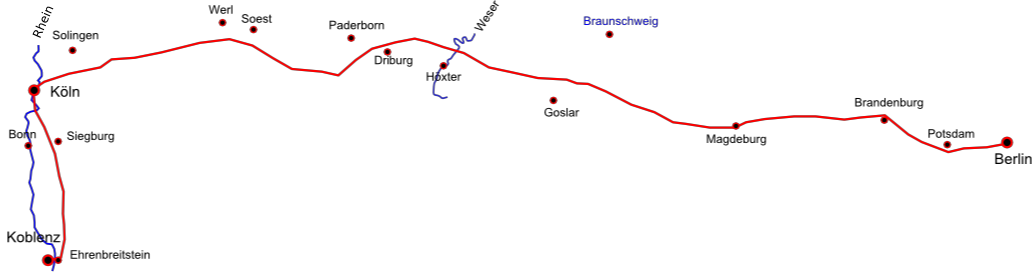
Verlauf der Optischen Telegraphenlinie Berlin-Koblenz 1832–1852

Auf der Karte von 1845 sind die Stationen des Telegraphen eingezeichnet, auch die bei Spich

Das Forsthaus Telegraph ist der ehemalige Standort der Station 53 des preußischen optischen Telegrafen im Troisdorfer Stadtteil Spich.

## Lage
Das ehemalige Forsthaus liegt auf 128 m ü. NHN am südlichen Rand der Wahner Heide nahe deren höchster Erhebung auf dem Troisdorfer Stadtgebiet, dem Telegraphenberg (135,6 m ü. NHN), in der Gemarkung Sieglar. Westlich verläuft der Mauspfad zwischen Troisdorf und Spich, unmittelbar nördlich und östlich erstreckt sich das militärische Sperrgebiet des ehemaligen Truppenübungsplatzes der belgischen Streitkräfte.

## Geschichte
Nach dem Beschluss des preußischen Kabinetts am 21. Juli 1832 zur Errichtung der optischen Telegraphenlinie zwischen Berlin und Coblenz  begann auch der Bau der Station 53. Im Jahr darauf wurde sie als eine von zunächst 60, ab 1836 61 Stationen der Linie in Betrieb genommen. Die Entfernung zur nordwestlichen Nachbarstation bei Zündorf betrug 9,3 km, die zur südöstlichen Nachbarstation in Söven bei Geistingen 8,6 km. Die Station befand sich damals auf dem Gebiet der Gemeinde Sieglar. Der Grund war 1834 kostenlos von Ludwig Spies von Büllesheim, dem Besitzer von Haus Rott (Troisdorf) zur Verfügung gestellt worden.
Die Station bestand standardmäßig aus einem rund 70 m² großen Observationsraum sowie einem etwa 6,30 m hohen Mastbaum, der sechs Telegrafenarme (auch Indikatoren genannt) trug. Der Mastbaum war dem Observationsraum, über den die Telegrafenarme gesteuert wurden, aufgesetzt. Außerdem verfügte die Station über zwei Fernrohre zur Beobachtung der benachbarten Telegrafenstationen und eine Stationsuhr (Schwarzwälder Uhr mit Schlagwerk).
Ende des Jahres 1852 wurde der Abschnitt des Telegrafen zwischen Köln und Koblenz nach Fertigstellung eines moderneren elektromechanischen Telegrafen auf dieser Strecke eingestellt. Damit verlor auch die Troisdorfer Station ihre Funktion, der Mastturm wurde abgebaut. Den vormaligen Observationsraum der Station nutzte man anschließend als Forsthaus. 1885 zählte der Wohnplatz Forsthaus Telegraph vier Einwohner. 1894 begann die gastronomische Nutzung der Räumlichkeiten, vorwiegend zur Bewirtung von Wanderern.
Als Nachfolger des preußischen Staates wurde die Bundesrepublik Deutschland Eigentümer des einstigen Forsthauses, das bis dahin eine Erweiterung um einige Anbauten erfuhr. Seit 1988 wird es vom heutigen Besitzer als Restaurant betrieben und wurde Ende der 1990er-Jahre auch an diesen verkauft. 2008 kam eine umfangreiche Außengastronomie hinzu.